# 久世広宣
久世 広宣（くぜ ひろのぶ、永禄4年（1561年） - 寛永3年3月19日（1626年4月15日））は、安土桃山時代の武将、江戸幕府旗本寄合。久世長宣の子。室は今川氏家臣・奥原経重の娘。兄弟に久世重利（宇右衛門）。子女に久世広当、坂部勝宣、久世広之、久世重利、大久保忠当室など。通称は三四郎、三左衛門。

## 生涯

### 生い立ち
永禄4年（1561年）、久世長宣の子として誕生。久世家は、三河国額田郡に住していた小野十郎高広の子・高長が母方の姓を称し祖となった。
父・長宣は三河一向一揆で宗門側につき、三河国の戦国大名・徳川家康に敵対して討ち死をした。この時、母は3歳であった広宣を連れて遠江国に移り住む。16歳の折り、家康に父の罪を赦されて仕え、遠江の対武田勢最前線の一人としてとの戦いに武勇を発揮した。

### 武将として

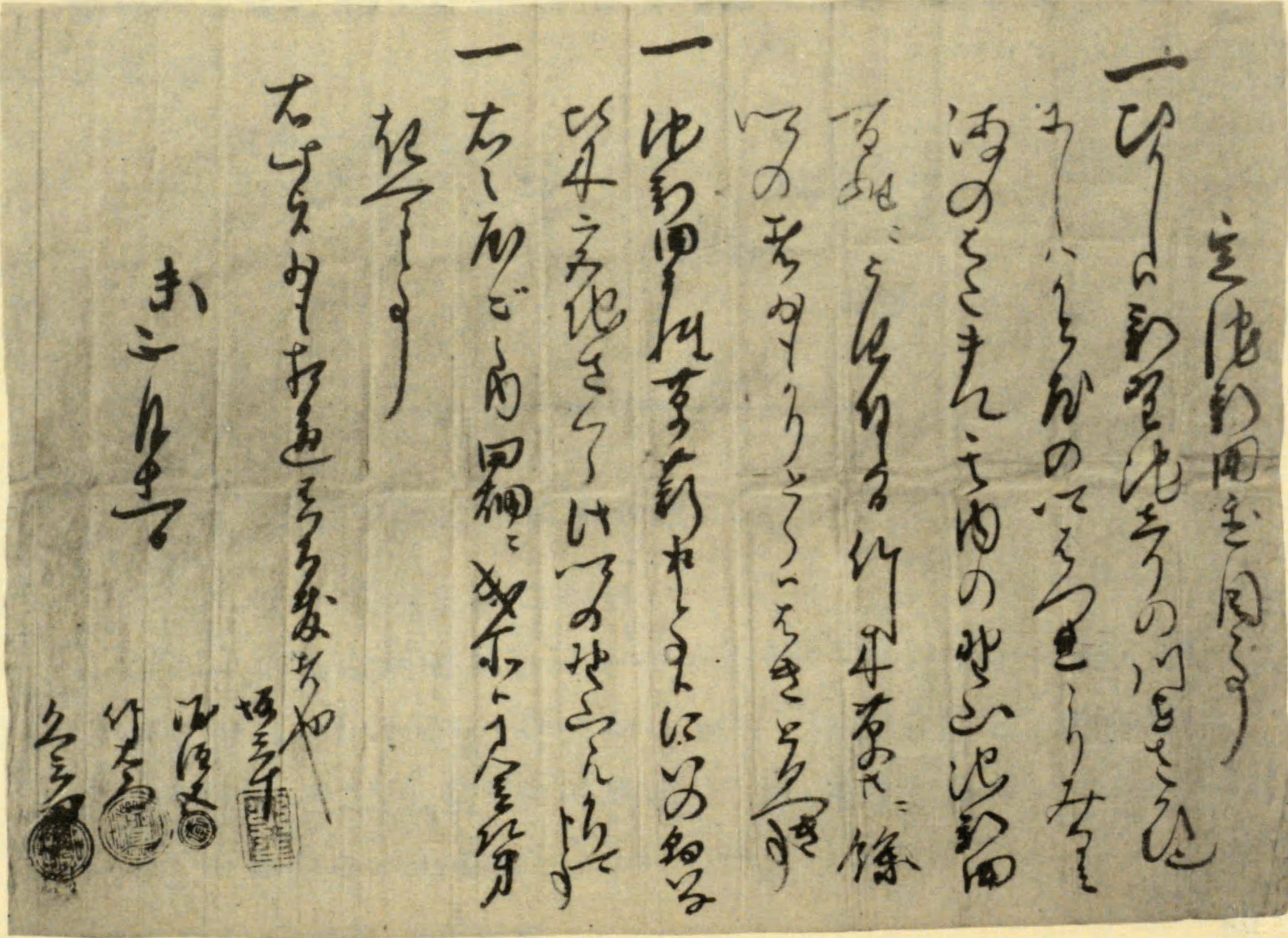
遠江国城飼郡新野池新田に対する掟書（『久世廣宣外三名連署掟』慶長12年1月11日、個人蔵）。坂部広勝、渥美勝吉、竹田右衛門と連署しており、「久三四」と記され黒印が押されている

天正2年（1574年）の高天神城籠城戦では、城将の小笠原信興らと共に2ヶ月間籠城するも、開城降伏した。敵将の武田勝頼は城兵を寛大に扱い、徳川への帰還を希望する者の身柄はそのままに解放した。こうして帰還した広宣は、同じく帰還し対高天神城の最前線である馬伏塚城を与えられた大須賀康高に与力として配属された。のちに康高がより高天神城を奪還しやすい地に横須賀城を築くと、同じく与力として配属された帰還組の渥美勝吉、坂部広勝らとともに「横須賀衆」「横須賀七人衆」と呼ばれ、武田勢との戦いを続けた。
大須賀氏率いる横須賀衆は、高天神城や小山城の周辺で戦闘を続け、主に高天神城の補給路を遮断した。天正6年（1578年）8月、徳川勢が高天神城下に放火を行い、城からは武田勢が打って出てきたために合戦となった。この際、一番槍久世三四郎（広宣）、二番槍渥美源五郎（渥美勝吉）、一番首坂部三十郎（坂部広勝）という働きがあったと伝わる。天正8年（1580年）、徳川勢による高天神城包囲戦により疲弊した城兵が、最後の突撃に打って出た。3月22日夜、生存していた将兵は城将の岡部元信と共に徳川勢の包囲陣に切り込んだ。広宣ら大須賀・横須賀勢も激戦に参加し、広宣は打ち合う剣の火花で敵味方の顔を区別した、と伝わる。城方は壊滅し、これにより高天神城は落城した。
その後も大須賀氏と横須賀衆は天正壬午の乱、小牧・長久手の戦い、小田原征伐など、数々の戦に従軍した。天正壬午の乱では北条氏の豆生田砦を攻略した。慶長5年（1600年）の関ヶ原の戦いで広宣は坂部広勝らと共に本隊の後備えを務めた。
天正17年（1589年）6月、大須賀康高の死後は後継の大須賀忠政（松平忠政）に同じく与力として属した。忠政は若かったため、横須賀七人衆が補佐することもあったと伝わる。のち、慶長10年（1605年）頃に大須賀氏の与力を離れ、多摩郡南沢に蟄居した。なお、慶長12年（1607年）の大須賀忠政の死後、跡を継いだ大須賀忠次（榊原忠次）が若輩であるため、暫くの名代として大須賀康高の弟である久野城主の大須賀康胤が家中を取り仕切ったが、この康胤と横須賀衆らとの間に諍いがあったという話もある。 
しかし、召し出されて徳川家康の直参となり、下総・上総国2500石の旗本に取り立てられた。大坂の陣に将軍・徳川秀忠の先陣として従軍した。この戦いで、坂部広勝の養子となっていた次男の勝宣が実兄の広当と功を争い、戦死している。元和5年（1619年）に福島正則が改易となった時、在京の秀忠は争乱を危惧し、広宣と坂部広勝を緊急に江戸に帰し、会津藩・館林藩・磐城平藩・山形藩兵の指揮権を与えた。
寛永3年（1626年）、死去。法名は真性院日詠。墓所は本妙寺にある（明治43年（1910年）に東京都豊島区巣鴨に移転）。
長男の三四郎広当は新田開墾などにより7000石余の旗本となり、百人組頭などを務めた。広当は寛永3年（1626年）に下総国海上郡内500石を三弟広之に分与しているが、この分家した広之は小姓より累進し、寛文9年（1669年）大名に列し若年寄、老中を歴職し、さらに加増を重ねて関宿藩主6万石となった。

## 関連人物
- 渥美勝吉
- 坂部広勝